# Chloroclystis bistrigata
Chloroclystis bistrigata är en fjärilsart som beskrevs av Karl Dietze 1913. Chloroclystis bistrigata ingår i släktet Chloroclystis och familjen mätare. Inga underarter finns listade i Catalogue of Life.